# Nenana (Alasca)
Nenana é uma cidade localizada no estado americano de Alasca, no Distrito de Yukon-Koyukuk.

## Demografia
Segundo o censo americano de 2000, a sua população era de 402 habitantes.
Em 2006, foi estimada uma população de 353, um decréscimo de 49 (-12.2%).

## Geografia
De acordo com o United States Census Bureau, a localidade tem uma área de 15,7 km², dos quais 15,6 km² cobertos por terra e 0,1 km² cobertos por água.

## Localidades na vizinhança
O diagrama seguinte representa as localidades num raio de 72 km ao redor de Nenana.